# ريغي سوتون
ريغي سوتون (بالإنجليزية: Reggie Sutton)‏ هو لاعب كرة قدم أمريكية أمريكي، ولد في 15 فبراير 1965 في ميامي في الولايات المتحدة.

## وصلات خارجية
- ريغي سوتون على موقع مرجع كرة القدم المحترفة.كوم (الإنجليزية)